# Robert Rosner
Robert Rosner (Garmisch-Partenkirchen, 26 de junho de 1947) é um astrofísico e diretor fundador da do Instituto de Política Energética da Universidade de Chicago, onde recebeu o título de William E. Wrather Distinguished Service Professor nos departamentos de Astronomia e Astrofísica e Física.
Rosner foi diretor do Laboratório Nacional Argonne de 2005 a 2009. Antes dessa nomeação, sua pesquisa se concentrava principalmente em dinâmica de fluidos astrofísicos e problemas da física do plasma.
Rosner é membro da Academia Norueguesa de Literatura e Ciências e também faz parte do Conselho de Ciência e Segurança do Bulletin of the Atomic Scientists. Ele foi eleito para servir como presidente da American Physical Society em 2023.